# Юкскей
Юкскей — одна из крупнейших рек в Йоханнесбурге, Южная Африка. Самая южная река в бассейне Крокодайл.

## Описание

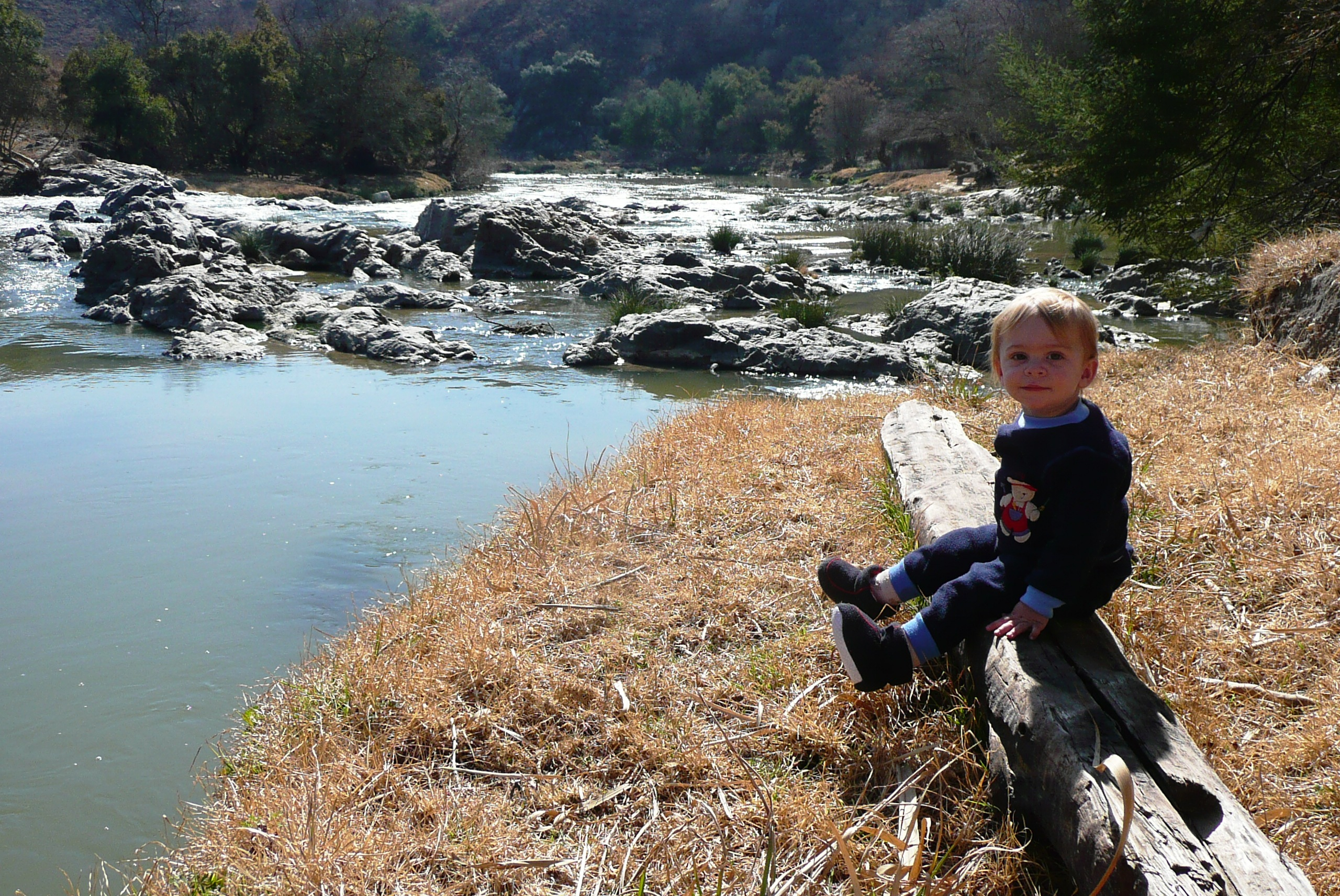
Южноафриканская девочка рядом с рекой Юкскей

Исток реки находится в Эллис Парке Йоханнесбурга. Её первоначальный источник был на бывшей ферме Доорнфонтейн, но исчез при градостроительстве. Сейчас она выходит на поверхность на пересечении улиц Квин-стрит и Спортс-авеню. Оттуда река течёт через долину Безуиденхоут и запруживается в Бруме. Поворачивает в северном направлении через Бедфордвью и Эденвале. Затем она поворачивает на восток и проходит через Моддерфонтейн, Баклю, Льюкоп Присон, Лоун Хилл, Даинферн и Стейн Сити до впадения в реку Крокодил за Лансерия.

## Притоки
Юкскей соединяется многочисленными ручьями со своими крупными притоками Модерфонтейн Спруит, Браамфонтейн Спруит и Кляйн Юкскей. Юкскей переносит в Крокодиловую реку большое количество воды за счёт своих притоков.

## Характер
Юкскейрифир в основном мелкая и не достаточно глубокая для судоходства. В значительной степени загрязнена городскими стоками. Отсутствие инфраструктуры обслуживания позволило отходам течь в реку ежедневно. Вспышки холеры весьма распространены. Река является одним из крупнейших факторов в эвтрофикации проблемы плотины Хартбиспурт, находящейся ниже по течению. Тонны отходов, таких как пластик, металл и резина, стекают по реке ежегодно.
Берега часто обрушаются, особенно летом, когда выпадают обильные осадки в данном районе. Это является катастрофой для обедневших жителей из тауншипа Александра, которые часто строят самодельные лачуги по берегам рек вследствие перенаселённости и необходимости доступа к воде для мытья, питья и приготовления пищи.